# Our Time Is Now
Our Time Is Now è un singolo del gruppo musicale francese Gojira, pubblicato il 14 ottobre 2022.

## Descrizione
La notizia dell'esistenza di un brano inedito dei Gojira intitolato Our Time Is Now trapela già il 3 ottobre 2022, quando la EA Sports annuncia la lista tracce della colonna sonora del videogioco NHL 23, nella quale figura il brano. Il gruppo conferma la prossima pubblicazione del brano il giorno seguente sui social, annunciandone la data di uscita per il 14 ottobre. L'11 ottobre, tre giorni prima della sua uscita, viene pubblicato uno snippet video con un breve estratto del brano.
Alla pubblicazione del singolo, il gruppo lancia un'iniziativa sui social al fine di promuovere il significato del brano, ovvero il combattere per una propria causa e mostrare compassione e solidarietà, contro la guerra e la deforestazione e in favore dei diritti umani e degli animali. Il brano è inoltre dedicato alla memoria di Mahsa Amini, una giovane donna uccisa in Teheran per aver indossato scorrettamente l'hijab e «a tutte vittime delle brutalità poste in essere durante le proteste susseguenti la sua morte».
Musicalmente, il brano è uno dei pochi nella produzione del gruppo ad includere un assolo di chitarra.

## Tracce
Testi di Joe Duplantier e Mario Duplantier, musiche dei Gojira.
1. Our Time Is Now – 4:31

## Formazione
Hanno partecipato alle registrazioni, secondo quanto riportato dall'etichetta:
Gruppo
- Joe Duplantier – voce, chitarra
- Mario Duplantier – batteria
- Christian Andreu – chitarra
- Jean-Michel Labadie – basso

Produzione
- Joe Duplantier – produzione
- Dan Malsch – ingegneria Pro Tools, montaggio
- Andy Wallace – missaggio
- Ted Jensen – mastering